# Плетерски стил
Платерескни стил је начин клесања фасада и камене резбарије у Шпанској архитектури. Име му потиче од речи платериа, што на шпанском језику значи сребрнина, којој су те богато украшене фасаде сличне. Овај популарни облик украшавања површине, чији је прворазредни пример западна фасада катадреле у Саламанки, употребљавао се после готике и у шпанској ренесансној архитектури, а често се еклектички може пронаћи и на историцистичким и модерним зградама.